# 凤山街道 (重庆市)
凤山街道是中华人民共和国重庆市武隆区下辖的一个街道办事处。

## 行政区划
凤山街道下辖以下村级行政区划单位：
梓潼社区、红豆社区、中山社区、油坊社区、复兴社区、芋荷村、凤山村、黄渡村、城东村、走马村、蒲板村、万银村、杨家村、广坪村、芦红村、出水村和中堆坝村。

## 事故
2022年1月7日中午12时左右，重庆市武隆区凤山街道办事处食堂发生爆炸。此次事故疑因燃气泄露引发，事故共造成两层建筑物垮塌，16人遇难，10人受伤。事故发生后，包括武隆区在内的多地开展燃气安全检查等相关工作。